# يوجي (كيوتو)
مدينة يوجي (بالإنجليزية: Uji)‏ هي أحد المدن التابعة لمحافظة كيوتو. تأسست رسميًا في 01/03/1951. ويقدر عدد سكانها بـ 191297 نسمة حسب تقدير مكتب الإحصاء الياباني لعام 2012. تبلغ مساحة يوجي 67.55 كم2. بكثافة سكانية تبلغ 2832 نسمة/كم2.
يوجي هي ثاني أكبر مدينة في محافظة كيوتو أيضا و هي تقع على نهر يودو ( يعرف أيضا باسم نهر يوجي ) .

## توأمة
ليوجي (كيوتو) اتفاقيات توأمة مع:
- كاملوبس

## أعلام
- أكيكو كيتامورا
- كي شيميزو
- يوشيهيسا هيرانو
- ريو ماتسومورا
- أكيرا كاواشيما